# Vojňany
Vojňany (maďarsky Krig, německy Kreig) jsou slovenskou obcí v kežmarském okrese Prešovského kraje. Leží v severozápadní části Popradské kotliny na úpatí Spišské Magury. Žije zde 318 obyvatel. Nalézá se tu minerální pramen Kvašná voda.

## Historie
Nejstarší písemná zmínka o Vojňanech se nachází v listině z 26. září 1296, kde jsou vzpomínané jako osada Kyrig. Její rozvoj je propojen s německou kolonizací v 13. století.

## Památky
V obci je římskokatolický kostel sv. Kateřiny Alexandrijské z roku 1296.